# Dinner with Friends
Pour plus de détails, voir Fiche technique et Distribution.
Dinner with Friends est un téléfilm américain réalisé par Norman Jewison, sorti en 2001.

## Fiche technique
- Titre : Dinner with Friends
- Réalisation : Norman Jewison
- Scénario : Donald Margulies d'après sa pièce de théâtre
- Musique : Dave Grusin
- Photographie : Roger Deakins
- Montage : Ronald Sanders
- Production : Patrick Markey
- Société de production : HBO Films et Nina Saxon Film Design
- Pays :  États-Unis
- Genre : Comédie dramatique
- Durée : 94 minutes
- Première diffusion : 
  -  États-Unis : 11 août 2001

## Distribution
- Dennis Quaid (VF : Edgar Givry) : Gabe
- Andie MacDowell (VF : Emmanuèle Bondeville) : Karen
- Greg Kinnear (VF : Bruno Choël) : Tom
- Toni Collette (VF : Françoise Cadol) : Beth
- Taylor Emerson : Danny
- Jake Fritz : Isaac
- Holliston Coleman : Laurie
- Angus T. Jones : Sammy
- Beau Holden : Al

## Distinctions
Le film a été nommé à 2 Primetime Emmy Awards : Meilleur téléfilm et Meilleure musique pour une mini-série ou un téléfilm.